# Guilherand-Granges
Guilherand-Granges é uma comuna francesa na região administrativa de Auvérnia-Ródano-Alpes, no departamento de Ardèche. Estende-se por uma área de 6,55 km². Em 2010 a comuna tinha 10 982 habitantes (densidade: 1 676,6 hab./km²).